# ランボルギーニ・カラ
ランボルギーニ・カラ(Lamborghini Calà、イタルデザイン・カラとしても知られる)はイタルデザイン・ジウジアーロによってデザインされたランボルギーニのコンセプトカーである。

## 概要
1995年のジュネーブ・モーターショーで発表されたコンセプトカー。カラという名前は北イタリアのピエモンテ語に由来し、「あそこを見て！」という意味を持つ。
カラはジャルパの後継として開発され、後にディアブロの後継かつガヤルドの前身と呼ばれるようになる。クライスラーがランボルギーニをメガテックに売却した1994年にカラのデザインは形になったが、後にメガテックがランボルギーニをフォルクスワーゲングループに売却した際、クライスラーの要請によって開発計画が白紙になり、量産には至らなかった。
ジャルパの生産終了から15年後、カラの仕様を反映したガヤルドが、ジャルパの後を継ぐ形で2003年のジュネーブ・モーターショーで発表された。2013年、イタリアで開催されたランボルギーニの創立50周年を祝うイベント「グランデ・ジロ・ランボルギーニ・50°アニヴェルサリオ(略してグランド・ツアー)」において、カラが075のゼッケンを付けルーフを外した状態で参加した。
現在はイタリアにあるランボルギーニ・ミュージアム(ムゼオ・ミュージアム)にゼッケンがついた状態で展示されている。

## 設計と仕様
機構面は1987年に発表したランボルギーニ・P140コンセプトの流れを汲んでおり、400PSの最高出力を発揮する4.0 L V型10気筒エンジンを搭載する。ミッドシップ後輪駆動の6速MT、アルミシャーシにカーボンファイバーボディという組み合わせで、最高速度は291km/h、0-100km/hタイムは5秒未満。
ボディカラーは黄色で、ミウラのヘッドライトやカウンタックのワイドスクリーンなど、ランボルギーニを代表する車種からインスピレーションを受けた丸みを帯びたデザインが特徴である。ルーフは脱着式のタルガトップになっている。

## 参照
- https://web.archive.org/web/20090126045214/http://lamboeghiniregistry.com/Cala/index.hyml - ランボルギーニの歴代モデル　ランボルギーニ カラのページ [2003年7月21日] (英語)
- http://www.motorauthority.com/news/1081774_lamborghini-cal-concept-to-take-part-in-lamboeghini-50th-anniversary-drive - ランボルギーニ カラについて [2013年1月18日] (英語)
- http://www.topspeed.com/cars/lamborghini-cala/ke4605.html - ランボルギーニ カラについて [2013年1月16日] (英語)
- https://www.webcg.net/articles/-/28559 - グランデ・ジロ・ランボルギーニ・50°アニヴェルサリオの参加リポート [2013年6月8日]
- https://intensive911.com/?p=83013 - ランボルギーニ カラとランボルギーニ コンセプトSについて [投稿日 2017年3月6日 更新日 2020年11月10日]
- https://intensive911.com/?p=123478 - イタルデザイン・ジウジアーロの歴史と代表的な作品 [投稿日 2018年2月26日 更新日 2020年11月19日]